# 하틀-호킹 상태
양자 중력에서 하틀-호킹 상태(영어: Hartle–Hawking state)는 경로 적분으로 정의되는, 우주의 바닥 상태이며, 휠러-디윗 방정식을 만족시킨다.

## 정의
하틀-호킹 상태는 3차원 리만 다양체 {\displaystyle (\Sigma ,h_{ij})} 및 그 위에 정의된 양자장 {\displaystyle \phi _{0}}들의 공간 위에 정의되는 범함수 {\displaystyle \Psi [h_{ij},\phi _{0}]}이다. 이는 양의 우주 상수 {\displaystyle \Lambda >0}에 대해서만 정의되며, 다음과 같은 경로 적분으로 정의된다.
{\displaystyle \Psi [h_{ij},\phi _{0}]=\int _{g|_{\Sigma }=h,\phi |_{\Sigma }=\phi _{0}}Dg\,D\phi \,\exp \left(-\int _{M}dx^{4}\,{\sqrt {g}}\left(R+2\Lambda +{\mathcal {L}}[\phi ]\right)\right)}
여기서 {\displaystyle \int {\sqrt {g}}R+2\Lambda }는 아인슈타인-힐베르트 작용이며, {\displaystyle {\mathcal {L}}[\phi ]}는 다른 양자장들의 작용이다. {\displaystyle \int _{g|_{\Sigma }=h}Dg}는 다음을 만족시키는 4차원 리만 다양체 {\displaystyle (M,g)}들에 대한 경로 적분이다.
- {\displaystyle (M,g)}는 (유클리드 부호수) 리만 다양체이다.
- {\displaystyle (\partial M,g|_{\partial M})=(\Sigma ,h)}이다. 즉, {\displaystyle M}의 경계는 {\displaystyle \Sigma }이며, 그 위에 유도되는 계량 (제1 기본 형식)은 {\displaystyle h}이다.

이 경로 적분이 잘 정의되려면 {\displaystyle \Lambda >0}이어야만 한다. 만약 {\displaystyle \Lambda \leq 0}이라면, 매우 부피가 크지만 작용이 작은 {\displaystyle (M,g)}가 존재하여, 경로 적분이 발산하기 때문이다. 이 경우 하틀-호킹 상태는 정규화될 수 없다.

## 역사
제임스 하틀(James B. Hartle)과 스티븐 호킹이 1983년 제안하였다.